# Sporophyll

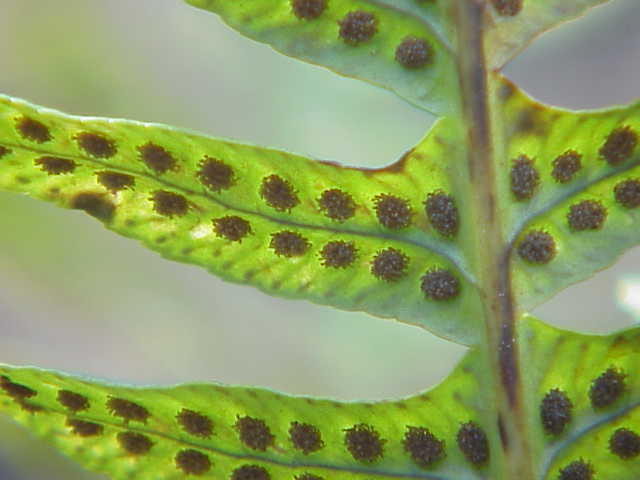
Sporophyll des Gewöhnlichen Tüpfelfarns mit Sporangienhaufen (Sori) auf der Unterseite.

Ein Sporophyll oder Sporenblatt ist ein Blatt, an dem Sporangien stehen, in denen Sporen gebildet werden. Sporophylle kommen bei den Farnen und Samenpflanzen vor. Bei den Farnen weist das Sporophyll häufig einen von den sterilen Blättern (Trophophyll) abweichenden Bau auf. 
Bei heterosporen Pflanzen, die Mikro- und Megasporen bilden, werden (männliche) Mikrosporophylle und (weibliche) Megasporophylle unterschieden. Bei den Bedecktsamern werden die Staubblätter als Mikrosporophylle, die Fruchtblätter als Megasporophylle gedeutet. Der Blattcharakter der Staub- und Fruchtblätter ist jedoch umstritten, weshalb sie auch als Sporangienträger (Sporangiophor) bezeichnet werden.
Ein Sporotrophophyll (auch Trophosporophyll) ist ein Blatt, das sowohl Sporen produziert als auch Photosynthese betreibt.